# Horka
Horka es un municipio situado en el distrito de Görlitz, en el estado federado de Sajonia (Alemania), a una altitud de 160 metros. Su población a finales de 2016 era de unos 1750 habs. y su densidad poblacional, 43 hab/km².